# Billy Mason
Pour les articles homonymes, voir Mason.
Billy Mason est un acteur, réalisateur et scénariste américain, né le 1er avril 1889 dans le Dakota du Sud, mort le 24 janvier 1941 à Orange (New Jersey).

## Filmographie

### Comme acteur
- 1912 : The Eye That Never Sleeps : The Detective
- 1912 : Billy and the Butler
- 1912 : Springing a Surprise : Billy Borman
- 1912 : Pa Trubell's Troubles
- 1912 : Cupid's Quartette
- 1912 : Hearts of Men
- 1912 : An Adamless Eden
- 1912 : The Magic Wand
- 1912 : A Corner in Whiskers : The Investor
- 1912 : Three to One : The Clerk of the Wig Shop
- 1912 : The Love Test : John
- 1912 : The Redemption of Slivers
- 1912 : The Grassville Girls : Tom Carver
- 1912 : The Snare : Detective
- 1912 : Miss Simkins' Summer Boarder
- 1912 : A Money?
- 1912 : Alimony
- 1912 : The Scheme
- 1912 : The Stain : Arthur
- 1912 : Almost a Man : The Dummy
- 1913 : The Heiress
- 1913 : Mr. Dippy Dipped
- 1913 : The Laird of McGillicuddy
- 1913 : Don't Lie to Your Husband
- 1913 : Teaching Hickville to Sing : The Husband
- 1913 : Lady Audley's Jewels
- 1913 : The Tale of a Clock : Dr. John Smith, Jr.
- 1913 : The Capture
- 1913 : A Tango Tangle : Mr. Jigger
- 1913 : The Same Old Story : The Private Secretary
- 1913 : The Value of Mothers-in-Law : The Husband
- 1913 : Phillip March's Engagement : Phillip March
- 1913 : Rescuing Dave
- 1913 : Mr. Rhye Reforms
- 1913 : Good Night, Nurse : The Rich Young Man
- 1913 : The Hermit of Lonely Gulch
- 1913 : Love Incognito
- 1913 : A Successful Failure
- 1913 : Dad's Insanity
- 1913 : Smithy's Grandma Party
- 1913 : Hello, Trouble
- 1914 : One-to-Three
- 1914 : Oh, Doctor : Swifty Cleff
- 1914 : A Prince of India : Billy, the reporter
- 1915 : The Pipe Dream
- 1915 : By Return Male
- 1915 : When Beauty Butts In
- 1915 : Bill's Plumber and Plumber's Bill
- 1915 : When Willie Went Wild
- 1915 : Dizzy Heights and Daring Hearts : Airplane owner
- 1916 : Cinders of Love
- 1916 : A Dash of Courage
- 1916 : Baseball Bill
- 1916 : Baseball Bill -- Flirting with Marriage : Baseball Bill
- 1916 : As the Candle Burned
- 1916 : His Baby
- 1916 : A Charming Villain
- 1916 : Billy the Bandit
- 1916 : The Right Direction : Harry Lockwood
- 1917 : One on Him
- 1917 : The Black Nine
- 1917 : Sticky Fingers
- 1917 : The Beauty Doctor
- 1917 : Baseball Madness
- 1917 : Suds of Love
- 1917 : A Box of Tricks
- 1917 : A Soft Tenderfoot : The Negro Valet
- 1917 : More Haste, Less Speed
- 1917 : Stepping Out
- 1917 : Almost Divorced
- 1917 : Betty Makes Up
- 1917 : Their Seaside Tangle
- 1917 : Help! Help! Police!
- 1917 : One Good Turn
- 1917 : Thirty Days
- 1917 : Cupid's Camouflage
- 1918 : Many a Slip
- 1918 : Whose Wife?
- 1918 : Circumstantial Evidence
- 1918 : Red Crossed
- 1918 : Somebody's Baby
- 1918 : Betty's Adventure
- 1918 : Their Breezy Affair
- 1918 : A Regular Patsy
- 1918 : Her Slumbering Hero
- 1918 : Don't Believe Everything
- 1918 : Look Who's Here
- 1919 : A Taste of Life : Horace Dillingham
- 1919 : Home Run Bill
- 1919 : Some Bride : Geoffrey Patten
- 1919 : The Wolf : George Huntley
- 1919 : Tailor Maid
- 1920 : It Might Happen to You : J. Worthington Butts Jr.

### Réalisateur
- 1916 : Baseball Bill
- 1916 : Baseball Bill -- Flirting with Marriage
- 1917 : The Black Nine
- 1917 : Baseball Madness (en)